# صبري صيدم
صبري ممدوح صبري صيدم (وُلد في 3 فبراير 1971 في دمشق) سياسي فلسطيني شغل منصب وزير التربية والتعليم الفلسطيني في 30 يونيو 2015، بعد التعديل الوزاري الأول في حكومة رامي الحمد الله الثالثة. ولد صيدم في دمشق عام 1971، ويُعتبر أصغر وزير في تاريخ فلسطين، إذ شغل منصب وزير الاتصالات وتكنولوجيا المعلومات عام 2005 وعمره 33 سنة. وعُيّن أمينا لسر المجلس الثوري لحركة فتح.
في عام 2009، فاز بانتخابات المجلس الثوري لحركة فتح التي عُقدت أثناء المؤتمر السادس لحركة فتح في بيت لحم وصار عضوًا فيه.
في 4 سبتمبر 2012، شُكل مجلس إدارة المجلس الأعلى للإبداع والتميز، وعينه الرئيس محمود عباس عضوًا فيه حيث استمر حتى 3 فبراير 2018.
في 8 أغسطس 2022، أعاد الرئيس الفلسطيني تشكيل مجلس أمناء جامعة الاستقلال، وعيّنه عضوًا فيه.

## أوسمة
في 12 أكتوبر 2021، منحه الرئيس الإيطالي وسام نجمة إيطاليا من درجة الفارس.